# Małgorzata Kalicińska
Małgorzata Kalicińska (ur. 30 września 1956 w Warszawie) – polska powieściopisarka. 

## Życiorys
Absolwentka XXXVII Liceum Ogólnokształcącego im. Jarosława Dąbrowskiego w Warszawie, ukończyła Szkołę Główną Gospodarstwa Wiejskiego w Warszawie. 
Pracowała w szkołach: Technikum Ogrodniczym w Konstancie-Jeziornie, Szkole Podstawowej nr 312 w Warszawie, Szkole Podstawowej nr 328 w Warszawie. Zbierała wiadomości do programu TVP1 Kawa czy herbata? Współtworzyła program Forum nieobecnych i współpracowała przy redagowaniu programu Żyć bezpieczniej. Wiele lat pracowała i była współwłaścicielką Agencji Reklamowej Camco-Media. W latach 2008–2012 współpracowała z czasopismem „Bluszcz”. Od 2011 prowadzi własny blog internetowy.
W 2010 była jurorką w programie TVP2 Opowiedz nam swoją historię. W 2016 brała udział w kulinarnym show emitowanym przez telewizję Polsat Top Chef. Gwiazdy od kuchni.

## Życie prywatne
Ma dwoje dorosłych dzieci: Stanisława i Barbarę (z którą napisała wspólnie powieść Irena). 

## Twórczość
Małgorzata Kalicińska jest autorką następujących publikacji:

### Powieści
- Fikołki na trzepaku. Wspominki z podwórka i nie tylko, Zysk i S-ka, Poznań 2009, ISBN 978-83-7506-359-2 – autobiograficzna powieść z czasów dzieciństwa na Saskiej Kępie.
- Zwyczajny facet, Zysk i S-ka, Poznań 2010, ISBN 978-83-7506-576-3
- Lilka, Zysk i S-ka, Poznań 2012, ISBN 978-83-7785-014-5
- Irena, współautor: Barbara Grabowska, Wydawnictwo W.A.B., Warszawa 2012, ISBN 978-83-7747-734-2
- Kochana moja – rozmowa przez ocean, współautor Barbara Grabowska, Wydawnictwo Filia, Poznań 2014, ISBN 978-83-7988-022-5.
- Animalia - czyli historie o Rudym i Kotowskim ISBN 978-83-961987-0-9[3]

### SeriaRozlewisko
- Powroty nad rozlewiskiem, Zysk i S-ka, Poznań 2007, ISBN 978-83-7506-119-2 – prequel Domu nad rozlewiskiem – pierwsza część sagi, osadzona w latach 1945–1980. Książka nominowana w pierwszej edycji Nagrody Literackiej im. Hermenegildy Kociubińskiej „Srebrny Kałamarz” 2007[4].
- Dom nad rozlewiskiem, Zysk i S-ka, Poznań 2006, ISBN 978-83-7298-912-3 – powieść, współczesna saga rodzinna dziejąca się na Mazurach. Książka wyróżniona nagrodą księgarzy Witryna 2006. Powieść zekranizowana w 2009 r. w postaci serialu telewizyjnego pod tytułem Dom nad rozlewiskiem (serial telewizyjny).
- Miłość nad rozlewiskiem, Zysk i S-ka, Poznań 2008, ISBN 978-83-7506-266-3 – sequel Domu nad rozlewiskiem

### Zbiory esejów
- Widok z mojego okna. Przepisy nie tylko na życie, Elipsa, 2010, ISBN 978-83-7640-142-3 - zbiór esejów.
- Widok z mojego okna – szersza perspektywa. Przepisy nie tylko na życie, Elay-SCG, 2013, ISBN 978-83-932826-3-0 – zbiór esejów, poprawione i uzupełnione wydanie.

### Poradniki
- Kuchnia znad rozlewiska: przepisy autorki i jej brata. Dania mięsne, ryby, ciasta i desery, współautor: Mirosław Kaliciński, Agora (przedsiębiorstwo), Warszawa 2009, ISBN 978-83-7552-869-5 – zbiór przepisów kulinarnych, dodatek do Gazety Wyborczej.

### W zbiorach opowiadań i antologiach
- Nasze Polskie Wigilie w opowiadaniach (jako współautorka zbioru, autorka opowiadania), Zysk i S-ka, Poznań 2006, ISBN 83-7506-029-1.
- Wakacyjna miłość (jako współautorka zbioru, autorka opowiadania Second Hand), Świat Książki - Bertelsmann Media, Warszawa 2008, ISBN 978-83-247-1127-7.
- 2012 (jako współautorka zbioru, autorka opowiadania Przypadki senatorowej K.), Empik, Warszawa 2012, ISBN 978-83-7782-003-2.
- Przytulajka, Wydawnictwo Czarna Strona, Warszawa 2018, współautorzy: Agnieszka Krawczyk, Agnieszka Lingas-Łoniewska, Karolina Wilczyńska, Agata Przybyłek, Natalia Sońska, Agnieszka Lis, Agnieszka Olejnik, Joanna Szarańska, Magdalena Wala, Izabela M. Krasińska, Joanna Gawrych-Skrzypczak, Małgorzata Mroczkowska[5].

### Literatura podróżnicza
- Dom w Ulsan, czyli nasze rozlewisko (współautor: Vlad Miller), National Geographic Society, 2016, ISBN 978-83-7596-630-5.